# Afriberina tenietaria
Afriberina tenietaria är en fjärilsart som beskrevs av Otto Staudinger 1900. Afriberina tenietaria ingår i släktet Afriberina och familjen mätare. Inga underarter finns listade i Catalogue of Life.